# Вонг, Коулмен
Коулмен Вонг (англ. Coleman Wong), также известный как Хуан Цзелинь (иер. трад. 黃澤林; род. 6 июня 2004) — гонконгский профессиональный теннисист. Финалист четырёх турниров ATP Challenger в одиночном разряде; победитель четырёх турниров ITF (2 — в одиночном разряде). Бронзовый призёр Универсиады 2021 года в смешанном парном разряде.
С 2019 года Вонг представляет Гонконг на Кубке Дэвиса, где его рекорд W/L: 18—7.
Победитель двух юниорских турниров Большого шлема в парном разряде (Открытый чемпионат США-2021, Открытый чемпионат Австралии-2022); и полуфиналист одного юниорского турнира Большого шлема в одиночном разряде (Открытый чемпионат США-2022); бывшая 11-я ракетка мира в юниорском рейтинге ITF (2022).

## Биография
Родился 6 июня 2004 года в Гонконге.
Вонг учился, тренировалась и успешно закончил теннисную академию Рафаэля Надаля на Мальорке (Испания), и его хорошо знает сам испанец Надаль. В теннисной академии он подружился вместе с ним учившейся филлипинской теннисисткой Александрой Эала. И СМИ приписывают им отношения, хотя теннисисты пока их не подтверждают.

## Спортивная карьера

### Юниорские турниры: 2018—2022 годы
В 2018 году Вонг выиграл престижный юниорский турнир Orange Bowl среди юношей до 14 лет в одиночном разряде.
В 2018—2020 годах завоевал пять юниорских титула ITF в одиночном разряде.
И в 2018—2022 годах он также завоевал ещё пять юниорских титулов ITF в парном разряде.
В сентябре 2021 года вместе с французом Максом Вестфалем стал победителем Открытого чемпионата США в парном разряде среди юношей, в финале победив пару Пётр Нестеров и Вячеслав Белинский со счётом 6-3, 5-7, [10:1].
В январе 2022 года вместе с американцем Бруно Кузухара стал победителем Открытого чемпионата Австралии в парном разряде среди юношей, в финале победив пару Алекс Микелсен и Даниэль Вальехо со счётом 6-3, 7-6(7-3).
В сентябре 2022 года стал полуфиналистом одиночного разряда среди юношей Открытого чемпионата США, где он в полуфинале проиграл бельгийцу Жиль-Арно Байи со счётом 6-3, 3-6, 3-6.

### Взрослые турниры
В 2022 году стал победителем двух турниров ITF в парном разряде.
И в 2023 году стал победителем ещё двух турниров ITF в одиночном разряде.

#### 2023—2024
В середине октября 2023 года стал финалистом одиночного турнира категории ATP Challenger Shenzhen Luohu Challenger в Шэньчжэне (Китай), где он в финале проиграл австралийцу Джеймсу Дакворту со счётом 0-6, 1-6.
И в конце октября 2023 года стал финалистом одиночного турнира категории ATP Challenger City of Playford Tennis International в Плейфорде, пригороде Аделаиды (Австралия), где он в финале опять проиграл австралийцу Джеймсу Дакворту со счётом 5-7, 5-7.
В январе 2024 года стал финалистом парного разряда вместе с россиянином Ярославом Дёминым турнира ITF категории M15, проходившего в Манакоре (Испания) — в Академии Рафаэля Надаля, где в финале они проиграли паре Эдас Бутвилас и Карлос Лопес Монтагуд со счётом 2-6, 6-7(6-8).
В марте 2024 года стал финалистом одиночного турнира категории ATP Challenger Delhi Open в Нью-Дели (Индия), где он в финале проиграл французу Жоффре Бланкано со счётом 4-6, 2-6.
В августе 2024 года стал финалистом одиночного турнира категории ATP Challenger Lincoln Challenger в Линкольне (США), где он в финале проиграл шотландцу Джейкобу Фернли со счётом 4-6, 2-6.

#### 2025
В конце марта 2025 года дошёл до третьего круга турнира категории ATP 1000 Чемпионата Майами в Майами-Гарденс (США), где он во втором круге победил 14-ю ракетку мира американца Бена Шелтона со счётом 7-6(3), 2-6, 7-6(5), но в 1/16 финала проиграл австралийцу Адаму Уолтону со счётом 6-7(6), 6-4, 4-6.